# آز و شهوت
آز و شهوت (انگلیسی: Avarice and Lust) تندیسی از آگوست رودن است که بین سالهای ۱۸۸۵ تا ۱۸۸۷ آفرید و اکنون در موزهٔ هنرهای زیبای بوئنوس آیرس نگهداری می‌شود. این تندیس متشکل از مرد و زنی است که به ترتیب نماد طمع و شهوت از هفت گناه کبیره هستند. او این هفت گناه را در مجموعه‌ای به نام دروازه‌های جهنم خلق کرد.